# Лауреаты Премии Правительства Российской Федерации в области науки и техники (1998)
Лауреаты Премии Правительства Российской Федерации в области науки и техники 1998 года — перечень награждённых государственной наградой Российской Федерации, присужденной за достижения в науке и технике в 1998 году.
Постановлением Правительства Российской Федерации от 10 июля 1995 года № 696 максимальный размер премий Правительства Российской Федерации в области науки и техники с 1995 года установлен в сумме 2250-кратного минимального размера оплаты труда каждая. Размер премии, выплачиваемой каждому лауреату, не мог превышать 150-кратный минимальный размер оплаты труда. Число награждаемых по каждой работе не должно было превышать 15 человек. Денежная часть премий распределялась между ними в равных долях.
Лауреаты определены Постановлением Правительства РФ от 17 марта 1999 г. № 306 по предложению Совета по присуждению премий Правительства Российской Федерации в области науки и техники.

## Легенда
Приводятся данные по премированной работе; фамилии лауреатов, их должность и место работы; номер абзаца в Постановлении

## Лауреаты
| номер | Лауреаты | Премированная работа |
| ----- | --- | --- |
| 1.    | Фарберову Владимиру Геннадьевичу, кандидату биологических наук, главному специалисту института «Атомэнергопроект», руководителю работы, Виноградову Виктору Николаевичу, директору Московского отделения, Генералову Владимиру Николаевичу, главному инженеру проекта, Зелениной Елене Семеновне, инженеру I категории, Киссину Владимиру Александровичу, кандидату технических наук, начальнику отдела, — работникам того же института; Гусарову Владимиру Ивановичу, заместителю генерального директора концерна «Росэнергоатом», Иванову Евгению Сергеевичу, руководителю аналитического центра при генеральном директоре, Игнатенко Евгению Ивановичу, доктору технических наук, генеральному директору, — работникам того же концерна; Гвоздь Лидии Васильевне, управляющей участком тепличного комбината Курской АЭС, Надеженко Зое Николаевне, начальнику того же комбината; Корнееву Александру Никитичу, доктору биологических наук, профессору Московского государственного заочного института пищевой промышленности; Мешкову Алексею Алексеевичу, генеральному директору акционерного общества «Псковская ГРЭС» | за работу «Комплекс по утилизации вторичных энергетических ресурсов» |
| 2.    | Енякину Юрию Павловичу, доктору технических наук, заведующему лабораторией акционерного общества «Всероссийский дважды ордена Трудового Красного Знамени теплотехнический научно-исследовательский институт», руководителю работы, Бабию Василию Ивановичу, доктору технических наук, главному научному сотруднику, Котлеру Владлену Романовичу, кандидату технических наук, ведущему научному сотруднику, Тумановскому Анатолию Григорьевичу, доктору технических наук, заместителю генерального директора, Усману Юрию Моисеевичу, старшему научному сотруднику, — работникам того же акционерного общества; Гордееву Владимиру Викторовичу, главному конструктору специального конструкторского бюро по котлостроению акционерного общества «Подольский машиностроительный завод»; Корюкову Герману Павловичу, главному инженеру акционерного общества энергетики и электрификации «Свердловэнерго»; Преснову Георгию Васильевичу, заместителю главного инженера акционерного общества энергетики и электрификации «Мосэнерго», Самаренко Вячеславу Николаевичу, кандидату технических наук, главному инженеру ТЭЦ-8, — работнику того же акционерного общества; Сенилову Георгию Борисовичу, генеральному директору акционерного общества «Специальное конструкторское бюро теплотехнического оборудования»; Федотову Павлу Николаевичу, заведующему сектором акционерного общества «Красный котельщик»; Шульману Владимиру Львовичу, кандидату технических наук, главному специалисту акционерного общества по наладке, совершенствованию технологии и эксплуатации электростанций и сетей «Уралтехэнерго» | за работу «Новые технологии сжигания органических топлив для снижения выбросов в атмосферу токсичных оксидов азота» |
| 3.    | Синельникову Аркадию Евсеевичу, доктору технических наук, руководителю лаборатории государственного предприятия «Всероссийский научно-исследовательский институт метрологии имени Д. И. Менделеева», руководителю работы, Ильину Юрию Александровичу, ведущему инженеру, Кривцову Евгению Петровичу, кандидату технических наук, ведущему научному сотруднику, Кудрявцеву Виктору Николаевичу, Янковскому Александру Анатольевичу, старшим научным сотрудникам, — работникам того же предприятия; Башилову Игорю Порфирьевичу, доктору технических наук, директору — главному конструктору конструкторского бюро Института физики Земли Российской академии наук, Тененбауму Семену Григорьевичу, помощнику директора того же конструкторского бюро; Васильеву Алексею Павловичу, кандидату технических наук, инженеру войсковой части 46179 Министерства обороны Российской Федерации; Исаеву Льву Константиновичу, доктору технических наук, бывшему статс-секретарю — заместителю председателя Государственного комитета Российской Федерации по стандартизации, метрологии и сертификации; Николаеву Алексею Всеволодовичу, члену-корреспонденту Российской академии наук, заместителю генерального директора Объединённого института физики Земли имени О. Ю. Шмидта Российской академии наук; Оксентюку Анатолию Романовичу, главному специалисту Министерства науки и технологий Российской Федерации; Столярову Олегу Александровичу, кандидату технических наук, заместителю главного конструктора, начальнику отделения Научно-исследовательского института импульсной техники; Троценко Александру Владимировичу, кандидату технических наук, доценту Севастопольского государственного технического университета; Чистякову Валерию Алексеевичу, доктору технических наук, главному научному сотруднику акционерного общества "Научно-производственная компания «Российские технологии»; Якушевичу Василию Васильевичу, кандидату технических наук, начальнику отдела войсковой части 31650 Министерства обороны Российской Федерации                        | за создание и внедрение в России системы метрологического обеспечения в сейсмометрии на основе эталонной аппаратуры нового поколения — государственного и рабочих эталонов единиц длины, скорости и ускорения                                                                             |
| 4.    | Бахонину Константину Алексеевичу, Прозорову Станиславу Васильевичу, заместителям главного конструктора акционерного общества «Раменское приборостроительное конструкторское бюро», Бойко Олегу Викторовичу, помощнику главного инженера, Выжелевскому Борису Васильевичу, кандидату технических наук, главному специалисту, Джанджгаве Гиви Ивлиановичу, доктору технических наук, генеральному директору — главному конструктору, Мухину Анатолию Николаевичу, Потапову Анатолию Андреевичу, Самохину Владимиру Павловичу, главным специалистам, Рязанову Валерию Алексеевичу, Серебрякову Николаю Александровичу, ведущим инженерам-конструкторам, Соловьеву Владимиру Михайловичу, кандидату технических наук, Федулову Николаю Петровичу, начальникам научно-исследовательских лабораторий, — работникам того же акционерного общества; Полетаеву Виктору Алексеевичу, старшему мастеру акционерного общества «Раменский приборостроительный завод», Сорокину Геннадию Александровичу, заместителю главного инженера, Чумакову Анатолию Викторовичу, генеральному директору, — работникам того же акционерного общества | за разработку и организацию промышленного производства инерциальных навигационных систем и инерциальных курсовертикалей для маневренных боевых самолётов, вертолетов, транспортных самолётов и специзделий                                                                                |
| 5.    | Есыреву Николаю Сергеевичу, заместителю главного инженера акционерного общества «КРАН-Узловский машиностроительный завод имени И. И. Федунца», Панарину Митрофану Васильевичу, заместителю генерального директора, Попову Виктору Михайловичу, генеральному директору, Трубникову Владимиру Петровичу, главному конструктору горно-шахтного оборудования, — работникам того же акционерного общества; Волкову Евгению Александровичу, кандидату технических наук, заведующему отделом акционерного общества «Подмосковный научно-исследовательский и проектно-конструкторский угольный институт», Голубу Валерию Павловичу, заместителю генерального директора — главному инженеру, Николаеву Станиславу Васильевичу, главному конструктору проекта, Потапенко Вячеславу Алексеевичу, доктору технических наук, генеральному директору, — работникам того же акционерного общества; Буракову Вячеславу Александровичу, начальнику отдела бывшего акционерного общества «Российская угольная компания», Фисуну Александру Петровичу, вице-президенту, Ялевскому Виталию Даниловичу, начальнику управления, — работникам того же акционерного общества; Золотых Станиславу Станиславовичу, кандидату технических наук, генеральному директору акционерного общества "Угольная компания «Беловоуголь», Лямину Юрию Алексеевичу, директору по энергомеханическому обеспечению, — работникам того же акционерного общества; Ивлеву Ивану Алексеевичу, директору акционерного общества «Шахта имени С. М. Кирова»; Мартынову Виталию Алексеевичу, начальнику очистного участка акционерного общества "Шахта «Новая» | за создание, организацию производства и внедрение механизированных комплексов типа КМК700 и КМК500 для высокопроизводительной выемки угля из пластов мощностью 1,3-3 м на шахтах Кузнецкого, Печорского и Донецкого бассейнов                                                             |
| 6.    | Чантурия Валентину Алексеевичу, академику, заместителю директора Института проблем комплексного освоения недр Российской академии наук, руководителю работы, Двойченковой Галине Петровне, кандидату технических наук, старшему научному сотруднику, Трофимовой Эльге Алексеевне, кандидату технических наук, ведущему научному сотруднику, — работникам того же института; Бычковой Галине Михайловне, Злобину Михаилу Николаевичу, доктору технических наук, заведующим лабораториями Якутского научно-исследовательского и проектного института алмазодобывающей промышленности; Гаценбиллеру Эдуарду Ивановичу, заместителю главного энергетика акционерной компании «Алмазы России — Саха», Дюкареву Владимиру Петровичу, первому вице-президенту — генеральному директору, Заскевичу Михаилу Владимировичу, научному консультанту, Зуеву Алексею Владимировичу, главному обогатителю Мирнинского горно-обогатительного комбината, Калитину Владимиру Тихоновичу, главному инженеру, Кубалову Валерию Батразовичу, главному инженеру фабрики N 3 Мирнинского горно-обогатительного комбината, Махрачеву Александру Федоровичу, главному обогатителю, Смольникову Виктору Александровичу, кандидату технических наук, советнику генерального директора, Соловьеву Анатолию Аркадьевичу, начальнику фабрики N 3 Мирнинского горно-обогатительного комбината, Тышкевичу Анатолию Васильевичу, флотатору фабрики N 3 Мирнинского горно-обогатительного комбината, — работникам той же акционерной компании | за разработку и внедрение экологически чистой электрохимической технологии водоподготовки при обогащении алмазосодержащего сырья на предприятиях акционерной компании «Алмазы России — Саха»                                                                                              |
| 7.    | Белоусову Василию Николаевичу, главному инженеру Коробковского нефтегазодобывающего управления акционерного общества «ЛУКОЙЛ-Нижневолжскнефть», Волонсевичу Святославу Алексеевичу, кандидату технических наук, начальнику управления «Нижневолжскбурнефть», Новикову Анатолию Александровичу, кандидату геолого-минералогических наук, генеральному директору, Репею Александру Михайловичу, начальнику научно-производственного центра, Саблину Александру Сергеевичу, кандидату геолого-минералогических наук, главному геологу, заместителю генерального директора, — работникам того же акционерного общества; Ермакову Виктору Александровичу, кандидату геолого-минералогических наук, главному геологу акционерного общества «Волгограднефтегеофизика»; Маганову Равилю Ульфатовичу, первому вице-президенту акционерного общества "Нефтяная компания «ЛУКОЙЛ»; Шевченко Николаю Владимировичу, генеральному директору российско-германского совместного предприятия «Волгодеминойл» | за разработку и промышленное внедрение новых технологий, методов разведки, бурения скважин и добычи нефти, технических средств и материалов, обеспечивающих высокоэффективное освоение и ускоренный ввод в эксплуатацию крупных нефтяных месторождений (на примере Волгоградской области) |
| 8.    | Козаченко Александру Николаевичу, кандидату технических наук, генеральному директору предприятия «Мострансгаз», руководителю работы, Арбузову Игорю Васильевичу, заместителю начальника отдела подземного хранения газа, Бекчентаеву Борису Савельевичу, заместителю начальника Касимовского управления подземного хранения газа, Дашунину Николаю Васильевичу, начальнику отдела эксплуатации компрессорных станций, Кайгородову Вадиму Алексеевичу, кандидату технических наук, бывшему заместителю генерального директора, Либерману Григорию Ильичу, главному геологу отдела подземного хранения газа, — работникам того же предприятия; Бузинову Станиславу Николаевичу, доктору технических наук, директору отделения Всероссийского научно-исследовательского института природных газов и газовых технологий, Семенову Олегу Григорьевичу, кандидату геолого-минералогических наук, ведущему научному сотруднику того же института; Маланюку Игорю Григорьевичу, генеральному директору акционерного общества "Инжинирингово-производственное предприятие «ВНИПИТРАНСГАЗ»; Манукяну Владимиру Борисовичу, директору общества с ограниченной ответственностью «Подмосковная экспедиция глубокого бурения», Резнику Борису Нафталиевичу, кандидату геолого-минералогических наук, главному геологу того же общества; Никишину Валентину Ивановичу, кандидату технических наук, генеральному директору общества с ограниченной ответственностью «Межрегионгаз»; Парфенову Виктору Ивановичу, начальнику управления акционерного общества «Газпром», Триноге Михаилу Ивановичу, первому заместителю начальника управления того же акционерного общества | за создание Касимовского подземного хранилища газа для обеспечения надежности газоснабжения европейской части Российской Федерации |
| 9.    | Козлову Виктору Сергеевичу, кандидату технических наук, старшему научному сотруднику акционерного общества "Научно-производственное предприятие «Контур», руководителю работы; Абдрахманову Валерию Ильдусовичу, старшему научному сотруднику государственного научно-исследовательского института «Кристалл», Колганову Евгению Васильевичу, кандидату технических наук, начальнику лаборатории, Кулакевичу Якову Степановичу, кандидату технических наук, начальнику отдела, — работникам того же института; Аксенову Анатолию Федоровичу, кандидату технических наук, заведующему отделом Научно-исследовательского и проектного института по вторичным чёрным металлам; Вавилову Николаю Ивановичу, генеральному директору государственного предприятия «Завод имени Я. М. Свердлова»; Захарову Владимиру Михайловичу, главному инженеру Чапаевского опытного завода измерительных приборов; Кузовкову Александру Яковлевичу, главному инженеру акционерного общества «Нижнетагильский металлургический комбинат»; Насибову Али Гасан оглы, доктору технических наук, главному специалисту Министерства науки и технологий Российской Федерации; Соколову Олегу Васильевичу, главному специалисту акционерного общества «Пермнефтегеофизика»; Сорокину Геннадию Алексеевичу, кандидату технических наук, заместителю директора Научно-исследовательского института проблем конверсии и высоких технологий при Самарском государственном техническом университете; Титаренко Борису Васильевичу, коммерческому директору акционерного общества «Подольский завод цветных металлов»; Федосееву Владимиру Сергеевичу, генеральному директору акционерного общества «Втормет»; Шаманову Геннадию Андреевичу, заместителю начальника Департамента экономики металлургического комплекса Министерства экономики Российской Федерации; Шарадзе Омари Хасановичу, начальнику Горьковской железной дороги | за разработку и широкое внедрение комплекса высокоэффективных технологий разделки крупногабаритных объектов на металлолом с помощью энергии взрыва |
| 10.   | Щукину Юрию Петровичу, кандидату технических наук, ведущему научному сотруднику акционерного общества «Уральский институт металлов», руководителю работы, Дерябину Анатолию Андреевичу, доктору технических наук, заместителю генерального директора того же акционерного общества; Ашпину Борису Иннокентьевичу, генеральному директору общества с ограниченной ответственностью «Аглококсодоменное производство»; Гостенину Владимиру Александровичу, начальнику лаборатории акционерного общества «Магнитогорский металлургический комбинат», Косаченко Ивану Ерастовичу, Чаплоускому Альберту Андреевичу, инженерам-технологам, Никанорову Анатолию Дмитриевичу, производственному мастеру, Новикову Валентину Сергеевичу, кандидату технических наук, ведущему экономисту, Носову Сергею Константиновичу, кандидату технических наук, заместителю генерального директора, Сарычеву Валентину Федоровичу, кандидату технических наук, советнику генерального директора, Сединкину Виктору Иосифовичу, начальнику доменного цеха, Терентьеву Владимиру Лаврентьевичу, заместителю начальника доменного цеха, — работникам того же акционерного общества; Рудину Владимиру Сергеевичу, начальнику производства доменной печи N 3 акционерного общества «Нижнетагильский металлургический комбинат», Рыбакову Борису Петровичу, начальнику производства доменной печи N 5, Филиппову Валентину Васильевичу, главному доменщику, — работникам того же акционерного общества | за работу "Новые технологические приемы по ослаблению вредного воздействия цинка на показатели доменной плавки в условиях работы печей акционерного общества «Магнитогорский металлургический комбинат» и акционерного общества «Нижнетагильский металлургический комбинат»               |
| 11.   | Борину Борису Федоровичу, генеральному директору акционерного общества «Электросталь», Галкину Михаилу Петровичу, директору производства, Игнатову Николаю Николаевичу, кандидату технических наук, начальнику лаборатории, Степанову Андрею Васильевичу, кандидату технических наук, директору по маркетингу, — работникам того же акционерного общества; Ларионову Валерию Семеновичу, генеральному директору совместного предприятия «Элинко», Милованову Ивану Федоровичу, кандидату технических наук, начальнику участка, Небольсину Валерию Александровичу, главному технологу, — работникам того же совместного предприятия; Никитину Георгию Семеновичу, доктору технических наук, профессору Московского государственного технического университета имени Н. Э. Баумана | за работу «Переработка металлургических шлаков с целью полной утилизации шлакоотвалов металлургических предприятий» |
| 12.   | Стеклову Олегу Ивановичу, доктору технических наук, заведующему кафедрой Государственной академии нефти и газа имени И. М. Губкина, руководителю работы; Бадьянову Борису Николаевичу, доктору технических наук, профессору Московского авиационно-технологического института — Российского государственного технологического университета имени К. Э. Циолковского; Гладкову Эдуарду Александровичу, Макарову Эдуарду Леонидовичу, докторам технических наук, профессорам Московского государственного технического университета имени Н. Э. Баумана; Горбачу Владимиру Дмитриевичу, кандидату технических наук, генеральному директору государственного научного центра Российской Федерации — Центрального научно-исследовательского института технологии судостроения; Казакову Валентину Алексеевичу, доктору технических наук, главному редактору журнала «Сварочное производство»; Котельникову Владимиру Семеновичу, начальнику управления Федерального горного и промышленного надзора России; Лукьянову Виталию Федоровичу, доктору технических наук, заведующему кафедрой Донского государственного технического университета; Мойсову Леониду Петровичу, доктору технических наук, генеральному директору акционерного общества «Научно-исследовательский институт по монтажным работам»; Пахомову Александру Савельевичу, главному инженеру государственного научного центра Российской Федерации — Всероссийского научно-исследовательского института авиационных материалов; Симонову Борису Петровичу, кандидату технических наук, генеральному директору некоммерческого партнерства «Инновационное агентство»; Столбову Владимиру Ивановичу, доктору технических наук, ректору Тольяттинского политехнического института; Суднику Владиславу Александровичу, доктору технических наук, заведующему кафедрой Тульского государственного университета; Виноградову Владимиру Алексеевичу, Зуеву Игорю Васильевичу, докторам технических наук (посмертно)                                                                                                 | за разработку и внедрение комплекса высокоэффективных технологий и оборудования для сварки объектов ответственного назначения |
| 13.   | Фролову Константину Васильевичу, академику, директору Института машиноведения имени А. А. Благонравова Российской академии наук, руководителю работы, Дубровскому Вячеславу Александровичу, кандидату технических наук, ведущему научному сотруднику того же института; Блехману Илье Израилевичу, доктору физико-математических наук, заведующему лабораторией Института проблем машиноведения Российской академии наук, Лаврову Борису Петровичу, доктору технических наук, ведущему научному сотруднику того же института; Борщевскому Александру Алексеевичу, доктору технических наук, заведующему кафедрой Московского государственного строительного университета; Брейтеру Михаилу Ефимовичу, начальнику конструкторского бюро акционерной электротехнической компании «Динамо», Елисееву Константину Арсеньевичу, инженеру-конструктору, Иванову Владимиру Николаевичу, начальнику конструкторского отдела, Телегину Вячеславу Васильевичу, бригадиру слесарей, — работникам той же акционерной компании; Вайсбергу Леониду Абрамовичу, кандидату технических наук, президенту акционерного общества «Механобр-техника»; Гончаревичу Игорю Фомичу, доктору технических наук, заведующему кафедрой Московского государственного вечернего металлургического института; Нагаеву Роберту Фаритовичу, доктору физико-математических наук, заведующему кафедрой Санкт-Петербургского государственного горного института имени Г. В. Плеханова (технического университета); Метлову Геннадию Николаевичу, ведущему инженеру Всероссийского научно-исследовательского института электрификации сельского хозяйства, Сокольскому Александру Константиновичу, кандидату технических наук, Усаковскому Владимиру Моисеевичу, доктору технических наук, заведующим лабораториями, — работникам того же института | за работу «Вибрационная техника — научные основы, создание, серийное производство и широкое использование в народном хозяйстве» |
| 14.   | Богданову Виктору Михайловичу, кандидату технических наук, заместителю директора Всероссийского научно-исследовательского института железнодорожного транспорта, Калашникову Евгению Анатольевичу, Павлову Николаю Васильевичу, кандидатам технических наук, заведующим лабораториями, Ладугину Владимиру Александровичу, научному сотруднику, Лозинскому Владимиру-Евстахию Николаевичу, кандидату технических наук, заведующему отделением, Рахмилевичу Анатолию Алексеевичу, главному конструктору проекта проектно-конструкторского бюро, Савченко Анатолию Ивановичу, кандидату технических наук, ведущему научному сотруднику, Солодковой Валентине Георгиевне, старшему научному сотруднику, — работникам того же института; Киселеву Сергею Николаевичу, доктору технических наук, заведующему кафедрой Московского государственного университета путей сообщения; Козубенко Ивану Дмитриевичу, начальнику вагонной службы Восточно-Сибирской железной дороги, Родионову Юрию Сергеевичу, начальнику вагонного депо Иркутск-Сортировочный той же железной дороги; Романову Михаилу Васильевичу, Силину Владимиру Сергеевичу, заместителям руководителей департаментов Министерства путей сообщения Российской Федерации; Северову Виктору Ивановичу, начальнику вагонного депо Бологое Октябрьской железной дороги; Тюрину Геннадию Константиновичу, заместителю начальника Куйбышевской железной дороги | за исследования, разработку технологии, оборудования, материалов и вспомогательных средств для восстановления электродуговой автоматической наплавкой изношенных гребней колес подвижного состава и массовое их внедрение на сети железных дорог России                                   |
| 15.   | Буткевичу Михаилу Николаевичу, кандидату технических наук, старшему научному сотруднику Института экологии, ресурсосбережения и оборудования сервиса, Коптеву Павлу Павловичу, старшему научному сотруднику, Ставровскому Михаилу Евгеньевичу, кандидату технических наук, директору, — работникам того же института; Дзегиленку Вадиму Николаевичу, Крыщенко Константину Ивановичу, Пузрякову Анатолию Филипповичу, Трегубову Геннадию Павловичу, кандидатам технических наук, научным консультантам акционерного общества «Центральный научно-исследовательский технологический институт», Князеву Игорю Михайловичу, главному технологу, Пастунову Владимиру Александровичу, кандидату технических наук, начальнику отдела, Сладковой Татьяне Алексеевне, инженеру-технологу I категории, — работникам того же акционерного общества; Нейланду Анатолию Борисовичу, доценту Государственной академии сферы быта и услуг, Панфилову Евгению Алексеевичу, доктору технических наук, заведующему кафедрой, Прокопенко Анатолию Константиновичу, кандидату технических наук, проректору, Свириденко Юрию Павловичу, доктору исторических наук, ректору, — работникам той же академии | за разработку и внедрение системы экологически чистых технологий нанесения покрытий многофункционального назначения |
| 16.   | Бойко Борису Алексеевичу, кандидату физико-математических наук, старшему научному сотруднику Российского федерального ядерного центра — Всероссийского научно-исследовательского института экспериментальной физики, Буйко Анатолию Михайловичу, кандидату физико-математических наук, ведущему научному сотруднику, Вахрушеву Василию Васильевичу, ведущему инженеру-исследователю, Гриневичу Борису Евгеньевичу, Демидову Василию Александровичу, кандидатам физико-математических наук, начальникам отделов, Зенкову Дмитрию Ивановичу, начальнику конструкторской бригады, Казакову Сергею Аркадьевичу, Кузяеву Анатолию Ивановичу, начальникам секторов, Мохову Владиславу Николаевичу, доктору физико-математических наук, Петрухину Александру Андреевичу, начальникам отделов, Пискареву Павлу Николаевичу, ведущему конструктору, Чернышеву Владимиру Константиновичу, доктору физико-математических наук, начальнику отделения, Шевцову Владимиру Алексеевичу, заместителю главного конструктора, Якубову Валерию Борисовичу, доктору физико-математических наук, начальнику лаборатории, — работникам того же центра | за создание сверхмощных взрывомагнитных источников энергии и их применение в научных исследованиях |
| 17.   | Архангельскому Николаю Васильевичу, кандидату технических наук, главному специалисту Министерства Российской Федерации по атомной энергии; Буслаеву Владимиру Сергеевичу, начальнику конструкторского отдела Института реакторных технологий и материалов Российского научного центра «Курчатовский институт», Егоренкову Павлу Михайловичу, кандидату технических наук, начальнику лаборатории, Киселеву Алексею Сергеевичу, кандидату технических наук, ведущему научному сотруднику, Лебедеву Льву Михайловичу, главному технологу службы проведения экспериментов отдела радиационного материаловедения, Рязанцеву Евгению Петровичу, доктору технических наук, директору, Талиеву Алексею Валериановичу, старшему научному сотруднику, Червяцову Алексею Андреевичу, начальнику комплекса исследовательских реакторов, Яшину Анатолию Федоровичу, заместителю главного инженера реактора, — работникам того же центра; Вертоградскому Вадиму Михайловичу, бывшему начальнику бюро контрольно-измерительных приборов и автоматики реактора Института атомной энергии имени И. В. Курчатова, Жигачеву Василию Михайловичу, бывшему заместителю начальника службы главного механика того же института; Енину Анатолию Алексеевичу, начальнику отдела главного конструктора акционерного общества «Новосибирский завод химконцентратов», Львову Валерию Серафимовичу, инженеру-технологу того же акционерного общества; Гончарову Владимиру Владимировичу, доктору технических наук (посмертно), Шаврову Павлу Ивановичу (посмертно) — за создание в Российском научном центре «Курчатовский институт» ядерного реактора ИР-8 для фундаментальных и прикладных исследований | |
| 18.   | Альтшулеру Льву Владимировичу, доктору физико-математических наук, главному научному сотруднику Научно-исследовательского центра теплофизики импульсных воздействий Объединённого института высоких температур Российской академии наук; Водолаге Борису Константиновичу, доктору физико-математических наук, заместителю директора Российского федерального ядерного центра — Всероссийского научно-исследовательского института технической физики, Горшкову Михаилу Михайловичу, главному специалисту, Коваленко Геннадию Васильевичу, кандидату физико-математических наук, начальнику лаборатории, Ногину Владимиру Николаевичу, кандидату физико-математических наук, начальнику отдела, Ставицкому Владимиру Петровичу, ведущему инженеру-конструктору, — работникам того же центра; Волошину Николаю Павловичу, доктору технических наук, руководителю департамента Министерства Российской Федерации по атомной энергии; Илькаевой Лидии Александровне, кандидату физико-математических наук, старшему научному сотруднику Российского федерального ядерного центра — Всероссийского научно-исследовательского института экспериментальной физики, Ктиторову Владимиру Михайловичу, Телегину Геннадию Сергеевичу, кандидатам физико-математических наук, ведущим научным сотрудникам, Подурцу Михаилу Александровичу, Трунину Рюрику Федоровичу, докторам физико-математических наук, главным научным сотрудникам, Севастьянову Анатолию Григорьевичу, инженеру I категории, Симакову Геннадию Владимировичу, старшему научному сотруднику, — работникам того же центра; Владимирову Аркадию Сергеевичу, кандидату физико-математических наук (посмертно), Попову Леониду Владимировичу (посмертно) | за экспериментальное исследование сжатия веществ при сверхвысоких давлениях подземных ядерных взрывов |
| 19.   | Арбузову Игорю Александровичу, заместителю директора акционерного общества «Протон-Пермские моторы», Гельштейну Иосифу Лазаревичу, главному контролеру, Сатюкову Владимиру Александровичу, директору, — работникам того же акционерного общества; Бабину Сергею Федоровичу, кандидату технических наук, начальнику отдела Камского филиала федерального государственного унитарного предприятия «Научно-производственное объединение энергетического машиностроения имени академика В. П. Глушко», Васину Александру Александровичу, Кашкарову Александру Михайловичу, кандидатам технических наук, начальникам отделов, Ганину Анатолию Андреевичу, заместителю генерального конструктора, начальнику Приволжского филиала, Журавлеву Дмитрию Панфиловичу, заместителю генерального конструктора, начальнику Камского филиала, Сафонову Анатолию Васильевичу, заместителю генерального конструктора, Федоровых Аркадию Васильевичу, заместителю начальника Камского филиала, — работникам того же предприятия; Вострикову Ивану Максимовичу, заместителю генерального конструктора конструкторского бюро «Салют» Государственного космического научно-производственного центра имени М. В. Хруничева, Додину Игорю Соломоновичу, директору завода по эксплуатации ракетно-космической техники того же научно-производственного центра; Кузнецову Александру Николаевичу, кандидату технических наук, начальнику управления Российского космического агентства; Пилигузу Валентину Павловичу, ведущему специалисту военного представительства 1111 Министерства обороны Российской Федерации; Фролову Льву Федоровичу, кандидату технических наук, ведущему научному сотруднику федерального государственного унитарного предприятия «Исследовательский центр имени М. В. Келдыша» | за создание и отработку модернизированного двигателя 14Д14 для ракеты-носителя «Протон», позволившие обеспечить выход на международные рынки коммерческих услуг |
| 20.   | Белякину Александру Сергеевичу, Битюцкому Евгению Васильевичу, заместителям генерального директора государственного предприятия «Воронежский механический завод», Гордону Анатолию Михайловичу, кандидату технических наук, заместителю главного инженера, Грибанову Александру Сергеевичу, кандидату технических наук, заместителю главного металлурга, Часовских Анатолию Ильичу, кандидату технических наук, генеральному директору, Шапкину Евгению Андреевичу, заместителю главного технолога, — работникам того же предприятия; Бычкову Валерию Алексеевичу, начальнику опытного производства ракетно-космического завода Государственного космического научно-производственного центра имени М. В. Хруничева; Васенкову Вячеславу Ивановичу, начальнику группы государственного предприятия «Конструкторское бюро химического машиностроения имени А. М. Исаева»; Веселовскому Евгению Александровичу, ведущему инженеру-технологу государственного предприятия "Научно-производственное объединение «Техномаш»; Мовчану Юрию Васильевичу, главному инженеру федерального государственного унитарного предприятия «Научно-производственное объединение энергетического машиностроения имени академика В. П. Глушко»; Романову Сергею Васильевичу, ведущему инженеру-конструктору ракетно-космической корпорации «Энергия» имени С. П. Королева; Русиновичу Юрию Ивановичу, кандидату технических наук, ведущему научному сотруднику акционерного общества "Научно-производственное объединение «Композит»; Сутягину Арлекину Александровичу, начальнику отдела государственного научно-производственного ракетно-космического центра «ЦСКБ — Прогресс»; Холодному Владимиру Ивановичу, кандидату технических наук, главному металлургу федерального государственного унитарного предприятия "Конструкторское бюро «Химавтоматика»; Хромову Валентину Васильевичу, заместителю начальника управления Российского космического агентства | за разработку и промышленное внедрение комплекса конкурентоспособных технологий и оборудования двойного назначения для жидкостных ракетных двигателей |
| 21.   | Радченко Эдуарду Тимофеевичу, заместителю генерального конструктора конструкторского бюро «Салют» Государственного космического научно-производственного центра имени М. В. Хруничева, руководителю работы, Ананьеву Олегу Васильевичу, начальнику отделения, Исаеву Виктору Васильевичу, главному ведущему конструктору темы, Кензину Сулейману Сабержановичу, начальнику отдела, Колчину Юрию Павловичу, Нагавкину Валерию Федоровичу, кандидатам технических наук, начальникам отделов, Кондратову Анатолию Владимировичу, кандидату технических наук, директору опытного завода, Наумову Льву Степановичу, кандидату технических наук, главному специалисту, — работникам того же конструкторского бюро; Митину Вячеславу Федоровичу, главному технологу ракетно-космического завода Государственного космического научно-производственного центра имени М. В. Хруничева; Алавердову Валерию Владимировичу, кандидату технических наук, первому заместителю генерального директора Российского космического агентства; Анфимову Николаю Аполлоновичу, академику, первому заместителю директора федерального государственного унитарного предприятия «Центральный научно-исследовательский институт машиностроения», Музычуку Борису Михайловичу, кандидату технических наук, заместителю начальника Центра управления полетами и моделирования, Попову Виталию Леонидовичу, кандидату технических наук, начальнику лаборатории, — работникам того же предприятия; Митину Борису Сергеевичу, доктору технических наук, ректору Московского авиационно-технологического института — Российского государственного технологического университета имени К. Э. Циолковского; Соловьеву Анатолию Яковлевичу, лётчику-космонавту СССР, командиру группы отряда космонавтов Российского государственного научно-исследовательского испытательного центра подготовки космонавтов имени Ю. А. Гагарина | за обеспечение длительной эксплуатации и поддержания технического состояния конструкции долговременных орбитальных космических станций «Салют», «Мир» и их модулей |
| 22.   | Аликину Владимиру Николаевичу, доктору технических наук, начальнику научно-инженерного центра «Научно-производственное объединение имени С. М. Кирова», Журавлеву Вадиму Александровичу, кандидату технических наук, начальнику отдела, Кузьмицкому Геннадию Эдуардовичу, доктору технических наук, генеральному директору, Сусорову Игорю Анатольевичу, доктору технических наук, заместителю директора Научно-исследовательского института полимерных материалов, Федченко Николаю Николаевичу, кандидату технических наук, техническому директору, — работникам того же объединения; Забелину Леониду Васильевичу, доктору химических наук, генеральному директору акционерного общества «Техническая химия»; Клячкину Юрию Степановичу, члену-корреспонденту Российской академии наук, директору Института технической химии Уральского отделения Российской академии наук; Липанову Алексею Матвеевичу, члену-корреспонденту Российской академии наук, директору Института прикладной механики Уральского отделения Российской академии наук | за комплексное решение научно-технической проблемы по разработке и промышленному освоению производства наукоемких продуктов и полимеров |
| 23.   | Анисимовой Тамаре Ивановне, доктору медицинских наук, руководителю лаборатории Государственного научно-исследовательского института стандартизации и контроля медицинских биологических препаратов имени Л. А. Тарасевича; Васильеву Никифору Трофимовичу, доктору медицинских наук, начальнику управления Управления начальника войск радиационной, химической и биологической защиты Министерства обороны Российской Федерации, Климову Владимиру Ивановичу, кандидату медицинских наук, начальнику группы — заместителю начальника отдела того же Управления; Кожухову Владимиру Васильевичу, доктору медицинских наук, начальнику отдела Научно-исследовательского института микробиологии, Пименову Евгению Васильевичу, доктору медицинских наук, начальнику института, Садовому Николаю Васильевичу, доктору медицинских наук, заместителю начальника Центра военно-технических проблем биологической защиты, Шевцову Александру Николаевичу, кандидату медицинских наук, заместителю начальника отдела, — работникам того же института; Кравцу Игорю Даниловичу, кандидату медицинских наук, первому заместителю генерального директора Научно-исследовательского и проектного института биотехнологической индустрии | за работу «[[Высокоэффективная ресурсосберегающая и экологически чистая технология серийного производства живой сухой сибиреязвенной вакцины для людей]]» |
| 24.   | Краснянскому Леониду Наумовичу, начальнику управления комплекса перспективного развития города правительства Москвы, руководителю работы, Дмитриеву Александру Николаевичу, кандидату технических наук, начальнику отдела того же комплекса; Александрову Евгению Филимоновичу, генеральному директору акционерного общества «Кунцевский комбинат железобетонных изделий N 9», Макееву Николаю Петровичу, главному технологу, Плотникову Валентину Николаевичу, начальнику механического цеха, Степанову Виктору Михайловичу, главному конструктору, — работникам того же акционерного общества; Гранику Валентину Годовичу, кандидату технических наук, заведующему сектором акционерного общества "Научно-исследовательский проектно-технологический институт «Стройиндустрия», Ищенко Алевтине Тихоновне, заведующей отделом, Магдееву Усману Хасановичу, члену-корреспонденту Российской академии архитектуры и строительных наук, директору, — работникам того же акционерного общества; Мадатяну Сергею Ашотовичу, доктору технических наук, заведующему лабораторией государственного унитарного предприятия «Научно-исследовательский проектно-конструкторский и технологический институт бетона и железобетона», Тихонову Игорю Николаевичу, кандидату технических наук, ведущему научному сотруднику того же предприятия; Требесову Игорю Дмитриевичу, заместителю главного инженера Тушинского завода железобетонных конструкций акционерного общества «Домостроительный комбинат N 1»; Цепляеву Николаю Пантелеевичу, генеральному директору акционерного общества «Домостроительный комбинат N 4» | за работу «[[Новая универсальная технология изготовления предварительно напряженных железобетонных конструкций (экология производства, экономия ресурсов)]]» |
| 25.   | Прокофьевой Валентине Васильевне, доктору технических наук, профессору Санкт-Петербургского государственного архитектурно-строительного университета, руководителю работы, Боженову Петру Ивановичу, доктору технических наук, профессору, Хренову Владимиру Ивановичу, кандидату технических наук, заведующему кафедрой, — работникам того же университета; Багаутдинову Загиту Вагизовичу, управляющему акционерным обществом «Нефрит-керамика», Бевзенко Леониду Павловичу, заместителю директора, Качеру Борису Геннадьевичу, директору, — работникам того же акционерного общества; Денисову Геннадию Алексеевичу, доктору технических наук, генеральному директору акционерного общества "Научно-производственная и инвестиционная ассоциация «Стройпрогресс»; Кемпи Елене Григорьевне, техническому директору испытательного центра товарищества с ограниченной ответственностью «Акцепт»; Кокосадзе Элгудже Левановичу, кандидату технических наук, генеральному директору акционерного общества "Проектно-изыскательский и научно-исследовательский институт по проектированию организаций энергетического строительства «Оргэнергострой», Поспелову Виктору Павловичу, кандидату технических наук, заведующему лабораторией того же акционерного общества | за разработку и внедрение ресурсосберегающих экологически чистых технологий производства строительных материалов на основе техногенного сырья с высоким содержанием силикатов магния |
| 26.   | Иваницкому Генриху Романовичу, члену-корреспонденту Российской академии наук, заведующему лабораторией Института теоретической и экспериментальной биофизики Российской академии наук, руководителю работы, Гаврилюку Борису Карповичу, доктору медицинских наук, Маевскому Евгению Ильичу, кандидату медицинских наук, заведующим лабораториями, Воробьеву Сергею Ивановичу, доктору биологических наук, старшему научному сотруднику, Исламову Бахраму Ислам оглы, доктору медицинских наук, руководителю сектора, — работникам того же института; Денисову Анатолию Кузьмичу, доктору технических наук, генеральному директору акционерного общества «Кирово-Чепецкий химический комбинат имени Б. П. Константинова»; Елецкой Светлане Владимировне, заведующей лабораторией государственного научного центра Российской Федерации — Научно-исследовательского института органических полупродуктов и красителей; Макарову Кириллу Николаевичу, кандидату химических наук, руководителю группы Института элементоорганических соединений имени А. Н. Несмеянова Российской академии наук; Крылову Николаю Леонидовичу, кандидату медицинских наук, заместителю начальника Главного военного клинического госпиталя имени Н. Н. Бурденко; Морозу Виктору Васильевичу, доктору медицинских наук, директору Научно-исследовательского института общей реаниматологии; Новицкой-Усенко Людмиле Васильевне, члену-корреспонденту Национальной академии наук Украины и Академии медицинских наук Украины, заведующей кафедрой Днепропетровской государственной медицинской академии; Онищенко Нине Андреевне, доктору медицинских наук, заведующей лабораторией Научно-исследовательского института трансплантологии и искусственных органов; Федорову Святославу Николаевичу, члену-корреспонденту Российской академии наук, академику Российской академии медицинских наук, генеральному директору межотраслевого научно-технического комплекса «Микрохирургия глаза»; Белоярцеву Феликсу Федоровичу, Глинчуку Ярославу Иосифовичу, докторам медицинских наук (посмертно) | за создание перфторуглеродных сред для управления жизнедеятельностью клеток, органов и организма |
| 27.   | Бородину Юрию Ивановичу, академику Российской академии медицинских наук, директору Института клинической и экспериментальной лимфологии, Труфакину Валерию Алексеевичу, академику Российской академии медицинских наук, заведующему лабораторией того же института; Быкову Анатолию Тимофеевичу, доктору медицинских наук, начальнику санатория имени Ф. Э. Дзержинского; Гуриной Людмиле Васильевне, директору Центра эндоэкологической помощи; Ионову Петру Кирилловичу, доктору медицинских наук, генеральному директору акционерного общества "Санаторий «Русь»; Левину Юрию Марковичу, доктору медицинских наук, руководителю Российского научно-методического центра клинической лимфологии; Радзевичу Александру Эдуардовичу, доктору медицинских наук, заведующему кафедрой Московского медицинского стоматологического института имени Н. А. Семашко; Сапину Михаилу Романовичу, академику Российской академии медицинских наук, заведующему кафедрой Московской медицинской академии имени И. М. Сеченова; Сахно Галине Ивановне, главному специалисту комитета по здравоохранению администрации Алтайского края; Севрюковой Вере Стефановне, генеральному директору — главному врачу акционерного общества «ДиЛУЧ»; Толмачеву Виктору Андреевичу, кандидату медицинских наук, главному врачу санатория «Барнаульский» | за создание основ и применение методов общеклинической и профилактической лимфологии |
| 28.   | Бакулову Игорю Алексеевичу, академику Российской академии сельскохозяйственных наук, советнику при дирекции Всероссийского научно-исследовательского института ветеринарной вирусологии и микробиологии, руководителю работы, Власову Николаю Анатольевичу, кандидату биологических наук, Дымину Михаилу Арвидовичу, доктору биологических наук, заведующим лабораториями, Власовой Тамаре Александровне, Мищанину Владимиру Афанасьевичу, кандидатам ветеринарных наук, Новиковой Марине Борисовне, кандидату биологических наук, старшим научным сотрудникам, Шевченко Александру Алексеевичу, доктору ветеринарных наук, заведующему отделом, — работникам того же института; Григановой Нине Васильевне, кандидату биологических наук, ведущему научному сотруднику Всероссийского научно-исследовательского института ветеринарной санитарии, гигиены и экологии, Дудницкому Ивану Андреевичу, кандидату ветеринарных наук, заведующему лабораторией того же института; Гуненкову Виктору Всеволодовичу, доктору биологических наук, заместителю заведующего отделом Всероссийского государственного научно-исследовательского института контроля, стандартизации и сертификации ветеринарных препаратов; Семенихину Анатолию Логвиновичу, доктору ветеринарных наук, заведующему отделом Российской академии сельскохозяйственных наук; Чичканову Владимиру Павловичу, кандидату ветеринарных наук, заместителю управляющего Покровским заводом биопрепаратов; Яременко Николаю Афанасьевичу, кандидату ветеринарных наук, начальнику отдела Министерства сельского хозяйства и продовольствия Российской Федерации, Карасевой Евдокии Михайловне, Карпову Геннадию Маркеловичу, кандидатам ветеринарных наук (посмертно) | за разработку мер борьбы и специфической профилактики высококонтагиозной вирусной геморрагической болезни кроликов |
| 29.   | Захаренко Владимиру Андреевичу, академику-секретарю Отделения защиты растений Российской академии сельскохозяйственных наук, руководителю работы, Веретенникову Юрию Михайловичу, главному специалисту той же академии; Баркалову Анатолию Григорьевичу, генеральному директору акционерного общества "Фирма «Малошумящие импульсные приборы»; Боровко Юрию Ивановичу, главному инженеру акционерного общества «Подольский электромеханический завод»; Ермолину Александру Васильевичу, заместителю исполнительного директора комплексной целевой программы «Ассоциация»; Лысову Анатолию Константиновичу, кандидату технических наук, руководителю лаборатории Всероссийского научно-исследовательского института защиты растений, Новожилову Капитону Васильевичу, академику Российской академии сельскохозяйственных наук, директору того же института; Макальскому Леониду Михайловичу, кандидату технических наук, руководителю отдела акционерного общества «Инвестэлектро», Финатьеву Юрию Павловичу, доктору технических наук, генеральному директору того же акционерного общества; Никитину Николаю Васильевичу, кандидату технических наук, ведущему научному сотруднику Всероссийского научно-исследовательского института фитопатологии; Федченко Владимиру Григорьевичу, кандидату технических наук, доценту Санкт-Петербургского государственного университета аэрокосмического приборостроения; Шатохину Евгению Анатольевичу, директору товарищества с ограниченной ответственностью "Фирма «Ирина» | за создание современной машиностроительной базы для обеспечения интегрированной защиты растений |
| 30.   | Кабанову Виктору Даниловичу, члену-корреспонденту Российской академии сельскохозяйственных наук, заведующему сектором указанной академии, руководителю работы; Гупалову Николаю Васильевичу, кандидату сельскохозяйственных наук, ведущему научному сотруднику Всероссийского научно-исследовательского института племенного дела, Епишину Владимиру Александровичу, доктору сельскохозяйственных наук, заместителю директора того же института; Кошелю Петру Петровичу, кандидату сельскохозяйственных наук, доценту Тверской государственной сельскохозяйственной академии; Соколову Николаю Витальевичу, кандидату сельскохозяйственных наук, заведующему отделом Северо-Кавказского научно-исследовательского института животноводства; Баньковскому Брониславу Владимировичу, Коваленко Владимиру Андреевичу, докторам сельскохозяйственных наук (посмертно), Горину Владимиру Вячеславовичу, члену-корреспонденту Академии аграрных наук Республики Белоруссия (посмертно) | за разработку и практическую реализацию теории высокой скорости роста и эффективных методов селекции при создании мясных генотипов свиней |
| 31.   | Арефьеву Виктору Ивановичу, директору по кадрам и социальному развитию акционерной компании «Туламашзавод», Боеву Владиславу Ильичу, директору по производству, Борисову Игорю Анатольевичу, главному энергетику, Бочарову Адольфу Аркадьевичу, мастеру, Денисову Владимиру Николаевичу, начальнику отдела, Исаеву Николаю Михайловичу, начальнику цеха, Монаховой Лидии Сергеевне, заместителю начальника отдела, Пименову Анатолию Алексеевичу, заместителю начальника цеха, Просунцовой Галине Ивановне, начальнику бюро, Соловьеву Виталию Игнатовичу, Хрупачеву Александру Геннадьевичу, заместителям директора, Спутнову Анатолию Николаевичу, старшему мастеру, Сушкину Юрию Григорьевичу, главному металлургу, — работникам той же акционерной компании; Зимину Дмитрию Анатольевичу, начальнику управления Государственного комитета Российской Федерации по охране окружающей среды; Куварину Юрию Николаевичу, председателю Государственного комитета по охране окружающей среды Тульской области | за разработку и внедрение акционерной компанией «Туламашзавод» комплексной программы экологической безопасности машиностроительного предприятия в условиях крупного индустриально-городского образования                                                                                  |
| 32.   | Глазырину Борису Сергеевичу, Копылову Аркадию Ивановичу, начальникам цехов акционерного общества «Северский трубный завод», Дегаю Алексею Сергеевичу, генеральному директору, Засухину Анатолию Леонтьевичу, мастеру, Кирпичникову Владиславу Федоровичу, главному инженеру управления капитального строительства, Коковину Василию Николаевичу, главному энергетику, Конюхову Валерию Петровичу, начальнику лаборатории, Лещеву Виктору Яковлевичу, заместителю начальника цеха, Сорокину Алексею Кузьмичу, заместителю генерального директора, Ташкинову Виктору Александровичу, заместителю главного энергетика, — работникам того же акционерного общества; Лаврову Сергею Ивановичу, директору товарищества с ограниченной ответственностью "Экологическое предприятие «Агат»; Лисиенко Владимиру Георгиевичу, доктору технических наук, заведующему кафедрой Уральского государственного технического университета | за работу «[[Внедрение комплексных мероприятий экологической защиты в сопряженной системе металлургический завод — город в условиях поэтапной модернизации предприятия]]» |
| 33.   | Живетину Валерию Владимировичу, кандидату технических наук, директору государственного унитарного предприятия «Центральный научно-исследовательский институт комплексной автоматизации легкой промышленности», руководителю работы, Муравьевой Людмиле Федоровне, Осиповой Нине Николаевне, кандидатам технических наук, заведующим лабораториями, Осипову Борису Петровичу, кандидату технических наук, заведующему отделом, Островской Александре Викторовне, кандидату технических наук, бывшему заместителю директора, Рыжову Александру Ивановичу, научному сотруднику, — работникам того же предприятия; Адамяну Арнольду Арамовичу, члену-корреспонденту Российской академии медицинских наук, руководителю государственного центра «Перевязочные, шовные и полимерные материалы в хирургии» Института хирургии имени А. В. Вишневского, Добыш Светлане Васильевне, кандидату технических наук, старшему научному сотруднику, Стоичевой Лидии Александровне, старшему инженеру, — работникам того же института; Григорьеву Василию Кирилловичу, председателю совета директоров акционерного общества «Ватиз», Короткову Сергею Николаевичу, президенту того же акционерного общества; Губанову Вячеславу Андреевичу, директору общества с ограниченной ответственностью «Емельянъ Савостинъ. Ватная фабрика»; Лебедеву Валентину Васильевичу, заместителю руководителя департамента Министерства экономики Российской Федерации; Пузановой Нине Васильевне, кандидату технических наук, генеральному директору акционерного общества «Научно-исследовательский институт нетканых материалов» | за разработку нового поколения текстильных изделий медицинского и санитарно-гигиенического назначения из льносодержащих материалов |
| 34.   | Булгаку Владимиру Борисовичу, доктору экономических наук, Заместителю Председателя Правительства Российской Федерации; Евреинову Эдуарду Владимировичу, доктору технических наук, бывшему заведующему кафедрой Московского технического университета связи и информатики, Мамзелеву Игорю Александровичу, доктору технических наук, декану факультета, заведующему кафедрой того же университета | за учебник «Теория и проектирование управляющих систем электросвязи» (1998 год) |
| 35.   | Васильченко Константину Константиновичу, доктору технических наук, начальнику государственного научного центра Российской Федерации — Летно-исследовательского института имени М. М. Громова, Пашковскому Игорю Михайловичу, доктору технических наук, ведущему научному сотруднику, Поплавскому Борису Кирилловичу, доктору технических наук, начальнику лаборатории, — работникам того же научного центра; Леонову Владимиру Артемиевичу, кандидату технических наук, профессору Московского государственного авиационного института (технического университета) | за учебник «Летные испытания самолётов» (1996 год) |
| 36.   | Лужникову Евгению Алексеевичу, члену-корреспонденту Российской академии медицинских наук, руководителю научного отделения Московского городского научно-исследовательского института скорой помощи имени Н. В. Склифосовского | за учебник «Клиническая токсикология» (1994 год) |
| 37.   | Лавыгину Василию Михайловичу, кандидату технических наук, заместителю проректора Московского энергетического института (технического университета), Стерману Льву Самойловичу, доктору технических наук, профессору, Тишину Сергею Георгиевичу, кандидату технических наук, заведующему кафедрой, — работникам того же института | за учебник «Тепловые и атомные электрические станции» (1998 год) |